# 인터프리트 언어
인터프리트 언어(interpreted language)는 실행 즉시 인터프리터를 거쳐서 실행되는 프로그래밍 언어이다. 인터프리터를 거치기 때문에 컴파일 언어보다 실행 속도가 조금 느리다.
많은 프로그래밍 언어는 컴파일러와 인터프리터 양쪽 모두 구현되어 있다. 예를 들어 자바는 가상 머신을 위한 바이트코드로 컴파일될 수 있으며, 가상 머신의 인터프리터가 이를 처리한다. 또한 JIT 컴파일을 통해 바이트코드가 네이티브 코드로 컴파일되기도 한다.